# Halles de Faverney
Les Halles de Faverney est un édifice inscrit au titre des monuments historiques situé à Faverney, dans la Haute-Saône, en France.

## Histoire

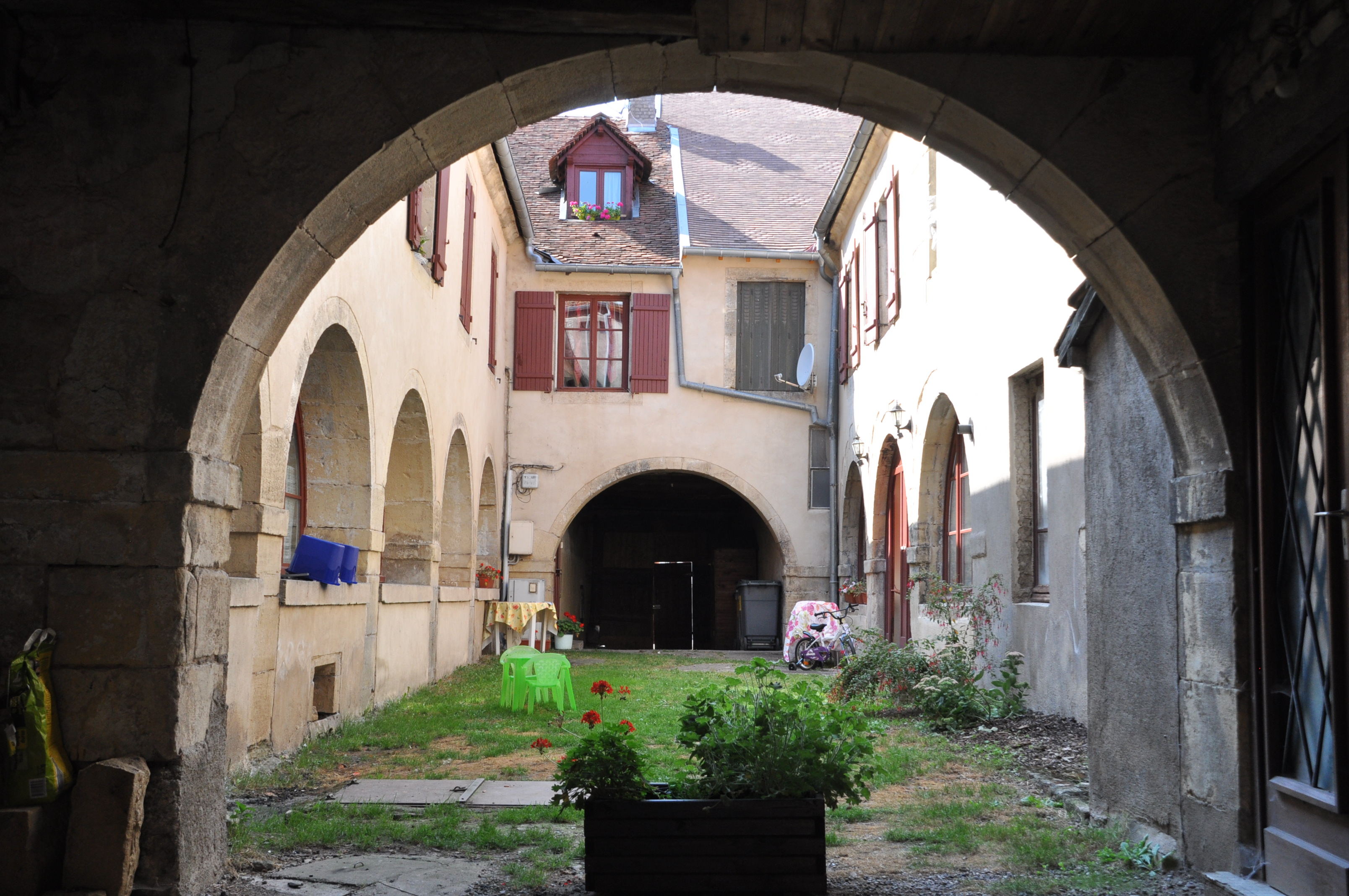

Les bâtiments sont reconstruits en 1700 par les plans de l'architecte Dom Vincent Duchesne.
Les Halles de Faverney sont inscrites au titre des monuments historiques depuis le 5 décembre 1996.